# De stugge Stuyvesant
De stugge Stuyvesant is een stripverhaal uit de reeks van Suske en Wiske. Het is geschreven en getekend door Marc Verhaegen en gepubliceerd in TV Ekspres van februari 2000 tot en met december 2000. De eerste albumuitgave was op 9 mei 2001.

## Locaties
Dit verhaal speelt zich af op de volgende locaties:
- België (elektronicabedrijf), Nederland (Schiphol), Nederlandse Antillen, Curaçao (Otrobanda en de baai van Sint Juan), New York (Lower East Side, kantoor van de New York City Police Department, SoHo, de beurs, Manhattan, de metro, Staten Island en het Vrijheidsbeeld) en het Witte Huis.

## Personages
In dit verhaal komen de volgende personages voor:
- Suske, Wiske, tante Sidonia, Lambik, Jerom, professor Barabas, Miel, Ludo en Marcel (schilders), Peter Stuyvesant, politie, personeel, rastas, Red Attack, Pedro (drugsdealer), Peter Farla en zijn volgelingen, pers, beurshandelaren, zwervers, Steve, Oliver,

## Uitvindingen
In dit verhaal spelen de volgende uitvindingen mee:
- de teletijdmachine, de gyronef.

## Het verhaal
De teletijdmachine is stuk en wordt bij een elektronicabedrijf gerepareerd. Ondertussen wordt daar ook geschilderd en wanneer een schilder een sigarettenautomaat zoekt, vindt hij de teletijdmachine. Hij typt op het bedieningspaneel zijn sigarettenmerk in en hierdoor flitst hij per ongeluk Peter Stuyvesant naar deze tijd.
Peter denkt dat hij in het pakhuis van de West-Indische Compagnie is en rent het gebouw binnen. Suske en Wiske willen hem tegenhouden, maar hij wordt door werknemers het gebouw uit gejaagd. De kinderen vertellen de professor wat er is gebeurd en ze gaan naar het huis van tante Sidonia, Lambik en Jerom zijn er ook. De professor vertelt dat Peter in deze tijd niks mag veranderen, dit zou een kettingreactie tot gevolg kunnen hebben. Peter komt op Schiphol terecht en vliegt naar de Nederlandse Antillen. De vrienden horen dat het vliegtuig een tussenstop maakt op Curaçao, maar doorvliegt naar New York. Ze splitsen zich op en tante Sidonia blijft thuis, Peter hoort van inwoners van de wijk Otrobanda dat de West-Indische Compagnie in 1791 is opgeheven en rookt een joint met de jongens. De jongens zetten Peter op een skateboard en hij scheurt door de stad en ontmoet Red Attack die in in aandelen handelt. Red Attack legt uit dat hij stukjes van bedrijven koopt en verkoopt en Peter wil 51 procent van de aandelen van de bedrijven van New York om zo alle macht terug te krijgen. Peter haalt zijn schatkaart uit zijn houten been en vertelt dat Curaçao tijdens de Tachtigjarige Oorlog de uitvalsbasis van de Nederlanders was. Ze bestookten de Spaanse vloot en een Spaans galjoen met maanden soldij aan boord zonk. In ruil voor de schat belooft Red Attack Peter de macht over de bedrijven te bezorgen. De gyronef landt op Curaçao en Suske en Wiske krijgen Amerikaanse dollars en een mobiele telefoon, Jerom en Lambik vliegen door naar New York.
Suske en Wiske komen Peter tegen en hij vertelt dat hij spijt heeft van de steun aan de slavenhandel en zijn hardheid tegen de kolonisten. Hij vertelt dat hij een gezonken Spaans galjoen wil opduiken en de inwoners van Curaçao daarmee wil compenseren voor het leed dat hij hen heeft aangedaan. Lambik en Jerom komen aan in New York en zien de enorme skyline, ze besluiten bij de N.Y.P.D. te solliciteren en op deze manier willen ze het signalement van Peter in de hele stad bekendmaken. Lambik en Jerom moeten schietoefeningen doen en dit lukt met gemak, ze schieten zelfs de tekst “Hire Us” in de poppen. Ze worden aangenomen en krijgen een badge, ze moeten wapens kopen bij Macy's en moeten patrouilleren door Lower East Side. Suske ontdekt dat de mobiele telefoon alleen op een Europees netwerk werkt en de kinderen zoeken een overnachtingsplaats. Lambik en Jerom pakken een drugsdealer (met heroïne) van veertien jaar oud, maar deze jongen kan ontkomen achter op een motor en de politieauto wordt door hem verwoest. Lambik en Jerom vallen een gebouw binnen waar Peter Farla met zijn volgelingen mediteert. Lambik en Jerom moeten undercover in Soho en sluiten zich aan bij zwervers, ze vertellen dat van de een op de andere dag uit hun appartementen in de wijk Queens zijn gezet.
Lambik en Jerom verspreiden de foto van Peter en Suske en Wiske gaan naar het strand en Peter laat een teken op een rots zien. De kinderen gaan met Peter de zee op en duiken naar het galjoen, maar een enorme haai komt het wrak binnen en de schat wordt door het dier meegetrokken. Peter wordt ook de zee in gesleurd en komt met de kist op het eiland terecht, Suske en Wiske moeten uitzoeken wie nazaten zijn van de toenmalige slaven. Peter brengt de schat naar de heer Attack en die vertelt dat Nasdaq al veroverd is en de heerschappij over New York is nabij. Lambik en Jerom horen van een zwerver dat Stuyvesant Enterprises de halve beurs heeft opgekocht en nu onroerend goed inkoopt, het World Trade Center is al van hem en hij heeft geboden op het Chrysler Building. Op de beurs heerst paniek, General Motors, Central Park en het Vrijheidsbeeld worden genoemd als toekomstige aankoop van Stuyvesant Enterprises. De Dow Jones zakt weg en computerfanaten hebben de plek ontdekt waarvanuit Stuyvesant Enterprises opereert.
Suske en Wiske zien de pers rond het huis op Curaçao en horen dat Peter New York weer onder zijn bestuur wil brengen, hij wil dat er een drankverbod komt voor Indianen, de lutheranen en quakers moeten worden vervolgd en sigaretten met shit tabak moeten verboden worden. Suske en Wiske worden weggestuurd en de pers bivakkeert in de tuin, de kinderen horen door het raam dat al 60 procent van Manhattan in handen is van Peter. Het volgende doel is Brooklyn, het voormalige Breukelen, en dit wil Peter graag weer in handen krijgen. De bevolking hoort nieuws over Peter en hij wordt al snel populair, op het Witte Huis maken ze zich grote zorgen over deze populariteit. Er is geen enkele informatie over Peter te vinden, het lijkt alsof hij uit het niets is verschenen en een oude man vertelt dat hij erg lijkt op de Nederlandse kolonisator. De F.B.I. moet Peter uitschakelen en Suske en Wiske verstoppen zich in de kist en verbergen de echte schat onder een dividiviboom. Peter laat zich door de pers vervoeren naar New York en Lambik en Jerom zien een vreemde man het kantoor van hun commissaris binnengaan.
De commissaris hoort dat hij tijdens de Ticker Tape parade de gebouwen niet in het oog moet laten houden door zijn mannen, de man vertelt dat de FBI dit zal doen. Tijdens de parade kan Jerom voorkomen dat Peter door een sluipschutter wordt geraakt en Peter heeft zelf niets door van het voorval. De N.Y.P.D. ontdekt dat Peter bezig is met witteboordencriminaliteit en ze gaan met helikopters richting de parade. Als het publiek hoort dat Peter een bedrieger is wordt de limousine belaagd en Attack probeert met de kist te ontkomen. Suske en Wiske verslaan Attack en de boef wordt door de politie ingerekend. Peter wordt door de vrienden naar de metro gebracht en ze reizen met een ferry naar Staten Island. De vrienden springen van de ferry en gaan verder met een motorboot, maar deze wordt kapotgeschoten en de vrienden gaan op de rug van Jerom verder door het water. De vrienden komen in het nauw in het Vrijheidsbeeld, maar dan duikt Lambik op met de gyronef. Lambik gebruikt de turbobooster om zo snel mogelijk thuis te komen en het Witte Huis wordt ingelicht dat de dreiging voorbij is. De vrienden gaan terug naar het elektronicabedrijf waar de teletijdmachine wordt hersteld en flitsen Peter terug naar zijn eigen tijd. Als ze de deur uitlopen vragen ze zich af hoe Peter hier terecht is gekomen, een schilder heeft zin in een sigaretje en zoekt een automaat.

## Achtergronden bij het verhaal
- Op het titelblad staat vermeld 'scenario en tekeningen: Paul Geerts', hoewel Marc Verhaegen het scenario en de tekeningen verzorgde. Ten tijde van het verschijnen was Paul Geerts de officiële tekenaar en eindverantwoordelijke van Suske en Wiske.
- Suske vindt op het internet informatie over Peter Stuyvesant; directeur van Curaçao en directeur generaal van Nieuw-Amsterdam (Nieuw Nederland) (nu New York) in de zeventiende eeuw), verloor zijn been in 1644. De kolonisten wilden hem niet steunen toen Engelsen de Hudson opkwamen en hij moest capituleren.
- N.Y.P.D. is New York City Police Department, F.B.I. is Federal Bureau of Investigation.